# محمد بن المسيب الأرغياني
أبو عبد الله محمد بن المسيب بن إسحاق بن عبد الله بن إسماعيل بن إدريس النيسابوري الأنجي العرغياني الإسفنجي أحد رواة الحديث النبوي.
قال ولده المسيب: سمعت أبي يقول ولدت سنة 223 هـ. سمع إسحاق بن شاهين، وعبد الجبار بن العلاء، ومحمد بن هاشم البعلبكي، والهيثم بن مروان العنسي، وأبا سعيد الأشج، وإبراهيم بن سعيد الجوهري، ومحمد بن بشار، وزيد بن أخزم، وسهل بن صالح الأنطاكي، ومحمد بن المثنى بن دينار العنزي الزمن، ومحمد بن رافع، وإسحاق الكوسج، وعبد الله بن محمد الزهري، ويونس بن عبد الأعلى، وأحمد بن عبد الرحمن الوهبي، وسعيد بن رحمة المصيصي، والحسين بن سيار الحراني، وغيرهم في بخراسان والعراق والحجاز والشام ومصر والجزيرة.
حدث عنه إمام الأئمة أبو بكر بن خزيمة، وأبو حامد بن الشرقي، ومحمد بن يعقوب بن الأخرم، والحافظ أبو علي النيسابوري، وأبو إسحاق المزكي، وأبو أحمد الحاكم، وأبو عمرو بن حمدان، وحسينك بن علي التميمي، وزاهر بن أحمد السرخسي، وأبو الحسين الحجاجي، وأحمد بن محمد البالوي، وخلق سواهم.
قال أبو عبد الله الحاكم: «كان من الجوالين في طلب الحديث على الصدق والورع، وكان من العباد المجتهدين. سمعت أبا الحسين بن يعقوب الحافظ يقول كان محمد بن المسيب يقرأ علينا، فإذا قال قال رسول الله صلى الله عليه وسلم، بكى حتى نرحمه». قال الحاكم: «سمعت غير واحد من مشايخنا يذكرون عن الأرغياني أنه قال ما أعلم منبرا من منابر الإسلام بقي علي لم أدخله لسماع الحديث».

## وفاته
توفي الأرغياني سنة 315 هـ، وهو ابن اثنتين وتسعين سنة.